# Берауніт
Берауніт (рос. бераунит; англ. beraunite; нім. Beraunit m) — мінерал, водний фосфат закисного та окисного заліза.

## Загальний опис
Склад: Fe2+·(Fe3+)5·(PO3−
2)4·(OH−)5·4H2O або Fe3+[(OH)3|(PO4)2]·2,5H2O.
Сингонія моноклінна.
Форми виділення: друзи, розлистовані сфероїдні маси, конкреції.
Тв. 3,5—4.
Густина 2,8-3.
Блиск скляний.
Колір від синього і до червонувато-коричневого.
Риса жовта до оливкової.
Зустрічається у вторинних покладах залізних руд і як продукт зміни первинних фосфатів в пегматитах.